# Syntrichia pseudohandelii
Syntrichia pseudohandelii là một loài Rêu trong họ Pottiaceae. Loài này được (J. Froehl.) S. Agnew & Vondr. miêu tả khoa học đầu tiên năm 1975.